# Connor Price
Connor Price (ur. 11 listopada 1994 w Toronto) – kanadyjski aktor. Uczęszczał do Katolickiej Szkoły Podstawowej im. Świętego Mateusza w Unionville, Ontario (St. Matthews Catholic Elementary School). Jego bracia Brendan Price, Ryan Price i Thomas Price oraz jego siostra Kaitlyn Price też są aktorami.

## Wybrana filmografia
- Historia przemocy jako dziecko
- Człowiek ringu jako Jay Braddock
- Roxy Hunter i straszny Halloween jako Stefan
- Nie-przyjaciele jako Walker
- Doc jako Brendan
- Kevin Hill jako Bryce
- Will i Dewitt jako Will
- Detektyw Murdoch jako Ezra Fielding
- What's Up Warthogs! jako Teddy Chadwick